# Kasteel van Montgilbert

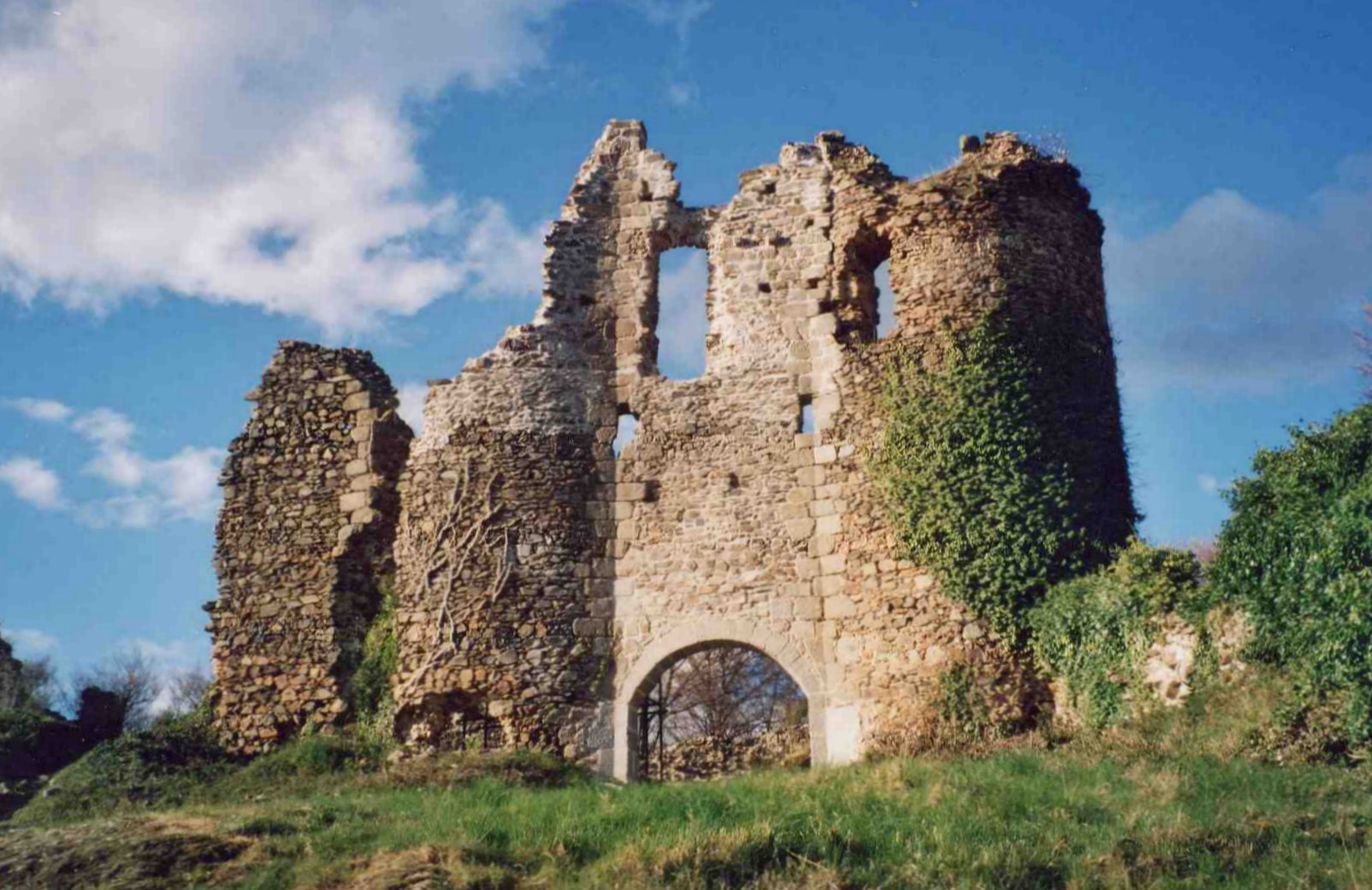
Toegang tot het kasteel met poorthuis

Het Kasteel van Montgilbert (Frans: Château de Montgilbert) is een ruïne van een middeleeuwse versterking die zich bevindt in de gemeente Ferrières-sur-Sichon op 25 km ten zuidoosten van Vichy in het Franse departement Allier in Auvergne.

## Architectuur
Het Kasteel van Montgilbert werd gebouwd in de 13e eeuw, op het hoogste punt van een berg gelegen aan een van de meanders van de Vareille.
De buitenste muur, aangepast voor grondgevechten, versterkte de verdedigingswerken (torens, schietgaten) en beschermde het kasteel langs de west- en zuidzijde en bakende een lagergelegen binnenplaats af, waar de dienaars leefden. Deze muur werd in de 15e eeuw aangepast om de nieuwe artillerie te kunnen weerstaan; er werden plaatsen voor de kanonnen aangelegd. Er werd eveneens een uitspringend bastion aangelegd om de blootgestelde oorspronkelijke toegang te verdedigen.
De binnenste, nagenoeg vierkante, versterking heeft op de hoeken ronde torens, waar nog gewelven van de kapel zichtbaar zijn. In het midden van elke zijde werden vierkante torens aangelegd, maar het merendeel van die torens is verdwenen. De muur werd bovenaan voorzien van een rondgang. De poort met valhek werd langs weerszijden voorzien van twee torens. Deze poort gaf toegang tot de hoger gelegen binnenplaats. Hierrond bevonden zich de verblijven van de kasteelheer, onder andere de pronkzaal, de dienstvertrekken en de keuken met een grote schoorsteen. Er waren ook talrijke voorraadplaatsen aanwezig zoals een citerne (wateropslagplaats), een graansilo. Ook bevonden er zich kelders onder de woningen met een mooi uitgevoerde trap als toegang. Langs de zijden van de hoger gelegen binnenplaats werd een overdekte galerij aangelegd.
Vanaf de 15e eeuw werden deze gebouwen gewijzigd om ze comfortabeler te maken: er werden openingen voor vensters gemaakt, de muren werden bedekt met schilderingen en er werd een toegang tot een poterne in de verblijven van de heer gerealiseerd.
Vervolgens werd het kasteel verwaarloosd, de zalen werden verlaten, de vensters werden dichtgemetseld. Het kasteel werd verlaten kort voor de Franse revolutie.

## Historische achtergrond
Gelegen tussen Auvergne, Forez en Bourbonnais, werd Montgilbert omstreeks 1250, vermoedelijk gebouwd door de familie Saint-Gérand, tijdens de regering van Lodewijk IX van Frankrijk. Omstreeks 1280, werd het gekocht door de rijke burgerlijke familie de Aycelin, een bourgeoisfamilie die later geadeld werd.
Door huwelijk kwam het kasteel in handen van de familie De Vienne terecht. Maar tussen 1434 en 1439, gedurende de Honderdjarige Oorlog, werd het bezit van Rodrigue de Villandrando, een Spaanse huurling van de koning Karel VII. Belangrijke aanpassingen (bastion, buitenste muur) werden gedurende deze periode uitgevoerd.
Tijdens de Renaissance werd Montgilbert minder en minder als woonplaats gebruikt door de eigenaren, de Saulx-Tavannes. De Hugenotenoorlogen bezoedelden het land en de Bourbonnais kwam definitief onder het bestuur van Frankrijk te liggen.
Onder de regering van Lodewijk XIV (1654-1715) woonden de eigenaars aan het hof, hierdoor werden sommige delen van het kasteel verlaten en traden de eerste sporen van verval op.
Omstreeks 1770 kwam de laatste erfgenaam Jean Batiste Bravard d'Eyssat Duprat terug in Montgilbert wonen, samen met zijn moeder. Zijn moeder zou het dak hebben laten afbreken om hem te verplichten het verouderde kasteel te verlaten.
In 1793 werd het kasteel aangekocht als nationaal bezit.
Tijdens de 19e eeuw gebruikten de bewoners het kasteel als steengroeve en dit versnelde het verval.

## Huidige toestand
Het Kasteel van Montgilbert is opgenomen op de toegevoegde monumentenlijst van 11 oktober 1930.
In 1974 is een stichting tot behoud van het complex opgericht, nadat in 1973 gestart werd met de restauratie. Deze stichting is nog altijd actief en ze rekruteert ieder jaar jonge vrijwilligers die herstelwerkzaamheden uitvoeren.